# Resnikowo
Resnikowo (russisch Резниково, deutsch Röseningken, 1938–1945 Rößningen) ist ein Ort im Südosten der russischen Oblast Kaliningrad. Er gehört zur kommunalen Selbstverwaltungseinheit Munizipalkreis Osjorsk im Rajon Osjorsk.

## Geographische Lage
Resnikowo liegt vier Kilometer südöstlich der Rajonstadt Osjorsk (Darkehmen/Angerapp) an der Regionalstraße 27A-043 (ex Reichsstraße 137) nach Bagrationowo (Wikischken/Wiecken) und Kutusowo (Kleszowen/Kleschauen). An der nordöstlichen Ortsgrenze verläuft die ehemalige Trasse der Bahnstrecke Insterburg–Lyck, die nach 1945 in ihrem sowjetischen Abschnitt nicht mehr aktiviert wurde.

## Geschichte
Im Gutsdorf Röseningken lebten im Jahre 1863 163 Einwohner, deren Zahl bis 1910 auf 151 sank. Am 6. Mai 1874 wurde der Gutsbezirk Röseningken in den neu gebildeten Amtsbezirk Weedern (russisch Suworowka) im Kreis Darkehmen eingegliedert. Am 28. Januar 1924 wurde die Landgemeinde Grünwalde (nicht mehr existent) in den Gutsbezirk Röseningken eingegliedert. Am 17. Oktober 1928 verlor Röseningken seine Selbständigkeit durch die Eingemeindung in die Landgemeinde Bidszuhnen (1936–1938 Bidschuhnen, 1938–1945 Bidenteich, russisch zunächst Prigorodnoje, heute ein Ortsteil von Osjorsk). Im Zuge der politisch-ideologisch gewollten „Germanisierung“ der Ortsnamen bekam Röseningken am 3. Juni 1938 (amtlich bestätigt am 16. Juli 1938) den veränderten Namen „Rößningen“.
Im Januar 1945 wurde der Ort von der Roten Armee besetzt. Die neue Polnische Provisorische Regierung ging zunächst davon aus, dass er mit dem gesamten Kreis Darkehmen (Angerapp) unter ihre Verwaltung fallen würde. Im Potsdamer Abkommen (Artikel VI) von August 1945 wurde die neue sowjetisch-polnische Grenze aber unabhängig von den alten Kreisgrenzen anvisiert, wodurch der Ort unter sowjetische Verwaltung kam. Im November 1947 erhielt er den russischen Namen Resnikowo und wurde gleichzeitig dem Dorfsowjet Bagrationowski selski Sowet in Rajon Osjorsk zugeordnet. Die polnische Umbenennung des Ortes in Rożniki im Oktober 1949 wurde nicht mehr wirksam. Von 2008 bis 2014 gehörte Resnikowo zur Landgemeinde Gawrilowskoje selskoje posselenije, von 2015 bis 2020 zum Stadtkreis Osjorsk und seither zum Munizipalkreis Osjorsk.

## Kirche
Röseningken/Rößningen mit seiner überwiegend evangelischen Einwohnerschaft war vor 1945 in das Kirchspiel Wilhelmsberg (heute russisch: Jablonowka) eingepfarrt. Es gehörte zum Kirchenkreis Darkehmen (1938–1946 Angerapp) in der Kirchenprovinz Ostpreußen der Kirche der Altpreußischen Union. Letzter deutscher Geistlicher war Pfarrer Günther Warm.
In der Sowjetunion war alles kirchliche Leben verboten. In den 1990er Jahren bildeten sich in der Oblast Kaliningrad neue evangelische Gemeinden, darunter im ehemaligen Kirchspiel Wilhelmsberg in der Ortschaft Kadymka (Eszerningken, 1936–1946 Escherningken, 1938–1946 Eschingen, seit 1946: Kadymka). Sie gehört zur Propstei Kaliningrad in der Evangelisch-Lutherischen Kirche Europäisches Russland. Das zuständige Pfarramt ist das der Salzburger Kirche in Gussew (Gumbinnen).

## Persönlichkeiten
- Fritz Schaudinn (1871–1906), Zoologe, Mitentdecker des Syphilis-Erregers, in Röseningken geboren